# Genoppte Turmdeckelschnecke
Die Genoppte Turmdeckelschnecke (Tarebia granifera) ist eine Schnecke aus der Familie der Kronenschnecken (Thiaridae) innerhalb der Ordnung der Sorbeoconcha.

## Merkmale

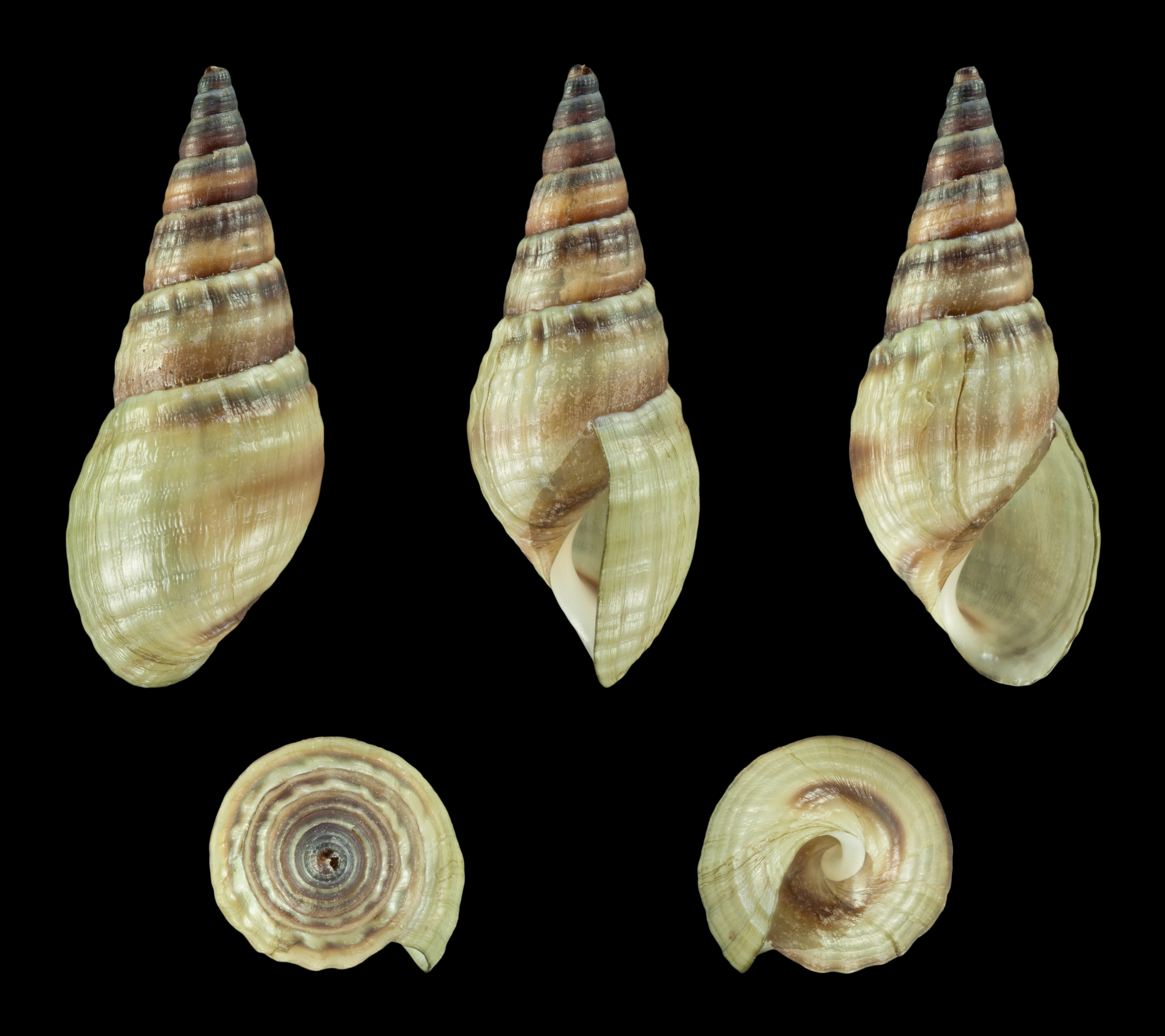
Glatte Form

Tarebia granifera verdankt ihren Namen dem mit Noppen überzogenen Gehäuse (von granum (lat.) = Körnchen). Die Form der Noppen variiert, möglicherweise in Abhängigkeit von der Wasserhärte, also dem Kalkgehalt des Wassers. Sie ist gedrungener als die weitaus bekanntere Malaiische Turmdeckelschnecke (Melanoides tuberculatus).

## Vermehrung
Die Genoppte Turmdeckelschnecke vermehrt sich wie auch andere Kronenschnecken (Thiaridae) parthenogenetisch. 

## Verbreitung
Ihr natürliches Verbreitungsgebiet erstreckt sich von Südindien über das Himalaya-Vorland bis nach Vietnam und den Malaiischen Archipel. Darüber hinaus wurde diese Art in Gebieten Afrikas und der Karibik durch den Menschen eingeschleppt. Dort ist sie ein Neozoon, das sich explosiv verbreitet und erfolgreich einheimische Arten von Süßwasserschnecken verdrängt. 

## Ähnliche Arten
In Asien existieren weitere, sehr ähnliche Arten mit möglicherweise überlappenden Verbreitungsgebieten, etwa Tarebia lineata. Derzeit ist noch ungeklärt, wie viele Arten die Gattung Tarebia tatsächlich umfasst (etwa 5) und wie diese voneinander abgegrenzt werden können.

## Aquaristik
Die Haltung im Aquarium ist unproblematisch, genauso wie die der Nadel-Kronenschnecke. Eine Kreuzung zwischen den beiden Arten, die zu verschiedenen Gattungen gehören, ist nicht möglich. Die Genoppte Turmdeckelschnecke ist auch tagaktiv und legt gerne weite Strecken im Aquarium zurück. Diese "Wanderungen" sind nicht abhängig von einer Verschlechterung der Wasserqualität.